# Franz Promok
Franz Promok (12 febbraio 1987) è un ex sciatore alpino ed ex sciatore freestyle austriaco.

## Biografia
Originario di Haus, Promok iniziò la sua carriera nello sci alpino: attivo in gare FIS dal dicembre del 2002, in Coppa Europa esordì il 9 gennaio 2006 a Hinterstoder in supergigante, senza completare la gara, conquistò il miglior piazzamento il 21 dicembre 2007 ad Altenmarkt-Zauchensee in supercombinata (10º) e prese per l'ultima volta il via il 28 gennaio 2010 a Les Orres in discesa libera, senza completare la gara. Si ritirò dallo sci alpino al termine di quella stessa stagione 2009-2010 e la sua ultima gara fu uno slalom speciale FIS disputato a Hochkar il 31 marzo, non completato da Promok; non debuttò in Coppa del Mondo né prese parte a rassegne iridate.
Dalla stagione 2010-2011 si dedicò al freestyle, specialità ski cross, esordendo nella disciplina in occasione dei Campionati tedeschi 2011 il 27 febbraio a Mittenwald; debuttò in Coppa del Mondo il 7 gennaio 2012 a Sankt Johann in Tirol (38º) e in Coppa Europa il 9 febbraio seguente a Val Thorens (16º). Ai Mondiali di Oslo/Voss 2013, sua unica presenza iridata, si classificò al 20º posto e il 15 dicembre dello stesso anno ottenne a Val Thorens  il miglior piazzamento in Coppa del Mondo (4º); si ritirò durante la stagione 2014-2015 e la sua ultima gara fu la prova di Coppa del Mondo disputata il 2 febbraio a Tegernsee (44º). Non  prese parte a rassegne olimpiche.

## Palmarès

### Sci alpino

#### Coppa Europa
- Miglior piazzamento in classifica generale: 125º nel 2009

#### Campionati austriaci
- 2 medaglie:
  - 1 argento (combinata nel 2007)[senza fonte]
  - 1 bronzo (supercombinata nel 2010)

### Freestyle

#### Coppa del Mondo
- Miglior piazzamento in classifica generale: 180º nel 2012
- Miglior piazzamento nella Coppa del Mondo di ski cross: 35º nel 2014

#### Coppa Europa
- Miglior piazzamento nella classifica di ski cross: 17º nel 2012

#### Campionati austriaci
- 1 medaglia:
  - 1 bronzo (ski cross nel 2012)